# Farlowella jauruensis
Farlowella jauruensis är en fiskart som beskrevs av Eigenmann och Vance, 1917. Farlowella jauruensis ingår i släktet Farlowella och familjen Loricariidae. Inga underarter finns listade i Catalogue of Life.